# Homeland Security (téléfilm)
Homeland Security est un téléfilm américain réalisé par Daniel Sackheim, diffusé en 2004, devant servir de point de départ à un projet de série qui ne s'est jamais concrétisé.

## Synopsis
Alors qu'il suit les événements du 11 septembre, l’Amiral McKee, désormais à la retraite, est contacté par la Maison Blanche pour participer à la mise en place du futur « Office of Homeland Security », dans le but de prévenir toute tentative d’actes terroristes sur le sol américain. C’est alors qu’il contacte Sol Binder, agent de la NSA et ami, pour l’accompagner dans cette tâche.

## Distribution
- Scott Glenn : Joe Johnson
- Tom Skerritt : l'amiral McKee
- Andrew Robinson : le Sénateur
- Grant Show (VF : Thierry Ragueneau) : Bradley Brand
- Marisol Nichols : Jane Fulbar
- Kal Penn : Harrison
- Ross Gibby : Frank Heinhoff
- Leland Orser : Sol Binder
- Stephi Lineburg : Melissa McKee
- Beth Broderick : Elise McKee
- Nicholas Guilak : Saif Khan
- Glenn Morshower : le général Eaton

 Source et légende : version française (VF) sur RS Doublage